# Theater heute
Theater heute is een maandelijks Duits theatermagazine. Hoewel het blad het jongste is van de Duitse theatertijdschriften, heeft het zich ontwikkeld tot het meest invloedrijke en meest gelezen vaktijdschrift in de Duitstalige theaterwereld. De oplage bedroeg in 2015 circa 15.000 exemplaren en het bereik werd toen geschat op 30.000 lezers. Het tijdschrift wordt uitgegeven door Der Theaterverlag – Friedrich Berlin GmbH.

## Geschiedenis
Theater heute werd in 1960 opgericht door Erhard Friedrich en Henning Rischbieter als West-Duitse tegenhanger van het in 1946 opgerichte Oost-Duitse tijdschrift Theater der Zeit.
Redacteur en mede-uitgever Henning Rischbieter was lange tijd de drijvende kracht achter het tijdschrift. Hij was ook een van de initiatiefnemers van het Berliner Theatertreffen, dat sinds 1963 de meest opmerkelijke Duitstalige producties van het seizoen naar Berlijn haalt. Andere prominenten die het tijdschrift hebben gevormd zijn Siegfried Melchinger, Botho Strauß, Peter von Becker, Michael Merschmeier, Franz Wille, Barbara Burckhardt en Eva Behrendt.
Naast theaterrecensies tracht het tijdschrift verbanden en tendensen in het hedendaagse theater te duiden. Een bijzondere nadruk ligt op nieuw drama; elke maand wordt een nieuw theaterstuk integraal afgedrukt.

## Theaterprijzen
Sinds het midden van de jaren zestig houdt de redactie ieder jaar een onderzoek onder theatercritici om te bepalen wie er recht heeft op de titels "theater van het jaar", "toneelstuk van het jaar", "regisseur van het jaar", "acteur/actrice van het jaar" en nog diverse andere. Deze titels behoren tot de meest gewaardeerde onderscheidingen in de Duitstalige theaterwereld.
Zo namen in 2023 45 theatercritici deel aan het onderzoek, met het volgende resultaat:
- Theater des Jahres: Deutsches Theater Berlin
- Stück des Jahres: Bühnenbeschimpfung (Liebe ich es nicht mehr oder liebe ich es zu sehr?) van Sivan Ben Yishai
- Inszenierung des Jahres: Ophelia's Got Talent, geregisseerd door Florentina Holzinger, Volksbühne, Berlijn
- Schauspieler des Jahres: Joachim Meyerhoff voor Die Möwe
- Schauspielerin des Jahres: Wiebke Mollenhauer voor Gier
- Bühnenbild des Jahres (enscenering): Nicola Knezevic voor Ophelia's Got Talent en Mirjam Stängl voor Zwiegespräch
- Kostümbild des Jahres (kostuumontwerp): Victoria Behr voor Die Eingeborenen von Maria Blut en Matthias Koch voor Sommernachtstraum
- Nachwuchsautorin des Jahres (veelbelovend toneelschrijfster): Golda Barton voor Sistas!
- Nachwuchsschauspieler des Jahres (veelbelovende acteur): Dominik Dos-Reis en Vincent zur Linden
- Nachwuchsschauspielerin des Jahres: Irina Usowa